# Salomona picteti
Salomona picteti är en insektsart som beskrevs av Brongniart 1897. Salomona picteti ingår i släktet Salomona och familjen vårtbitare. Inga underarter finns listade i Catalogue of Life.